# Alexander Pravda
| 11614 Istropolitana   | 14 gennaio 1996  |
| 11636 Pezinok         | 27 dicembre 1996 |
| 11657 Antonhajduk     | 5 marzo 1997     |
| 12482 Pajka           | 23 marzo 1997    |
| 13154 Petermrva       | 7 settembre 1995 |
| 14040 Andrejka        | 23 agosto 1995   |
| 14098 Šimek           | 24 agosto 1997   |
| 14509 Lučenec         | 9 marzo 1996     |
| 14968 Kubáček         | 23 agosto 1997   |
| 15946 Satinský        | 8 gennaio 1998   |
| 16869 Košinár         | 10 gennaio 1998  |
| 20180 Annakolény      | 27 dicembre 1996 |
| 22429 Jurašek         | 22 febbraio 1996 |
| 22440 Bangsgaard      | 17 maggio 1996   |
| 24949 Klačka          | 4 agosto 1997    |
| 24959 Zielenbach      | 3 ottobre 1997   |
| 27896 Tourminator     | 13 luglio 1996   |
| 31234 Bea             | 7 febbraio 1998  |
| 33137 Strejček        | 20 febbraio 1998 |
| 33175 Isabellegleeson | 22 marzo 1998    |
| 35621 Lorius          | 15 maggio 1998   |
| 39892 Evaseidlová     | 23 marzo 1998    |
| 48934 Kočanová        | 18 agosto 1998   |

Alexander Pravda (...) è un astronomo slovacco.
Il Minor Planet Center gli accredita la scoperta di cinquantadue asteroidi, effettuate tra il 1995 e il 1998, in cooperazione con Adrián Galád, Dušan Kalmančok e Pavel Zigo.